# Chủ tịch Viện Thượng nghị sĩ Bolivia
Chủ tịch Viện Thượng nghị sĩ Bolivia là người đứng đầu thượng viện của Hội đồng Lập pháp Đa dân tộc của Bolivia. Người giữ chức vụ này được bầu và phục vụ theo nhiệm kỳ một năm.
Dưới đây là danh sách những người từng giữ chức vụ này.

## Từ năm 1831 đến năm 1868
| Tên                        | Nhận nhiệm sở      | Rời nhiệm sở       | Chú thích    |
| -------------------------- | ------------------ | ------------------ | ------------ |
| Crispin Díez de Medina     | 1831               | Tháng 10, 1831 – ? | [ 3 ]        |
| Baltazar Alquiza           | ? – 1832           | 1832               | [ 4 ]        |
| Manuel Cabello             | 1832               | Tháng 11, 1833 – ? | [ 5 ]        |
| Eusebio Gutierres          | 1833               | 1833 – ?           |              |
| Crispin Díez de Medina     | ? – Tháng 10, 1834 | Tháng 11, 1834 – ? | [ 6 ]        |
| Miguel María de Aguirre    | ? – 1835           | 1835 – ?           | [ 7 ] [ 8 ]  |
| José Pablo Hevia y Vaca    | ? – Tháng 6, 1836  | Tháng 6, 1836 – ?  | [ 9 ]        |
| José Eustaquio Eguivar     | ? – 1837           | 1837 – ?           |              |
| Nicolas Dorado             | ? – 1838           | 1838 – ?           | [ 10 ]       |
| Ángel Mariano Moscoso      | ? – 1839           | 1839 – ?           |              |
| Manuel Hermenejildo Guerra | ? – 1840           | 1840               | [ 11 ]       |
| Manuel Sánchez de Velasco  | ? – Tháng 8, 1840  | 1841               | [ 7 ] [ 12 ] |
| Crispin Díez de Medina     | ? – Tháng 10, 1844 | Tháng 11, 1844 – ? | [ 13 ]       |
| Casimiro Olañeta           | ? – Tháng 9, 1846  | Tháng 9, 1846      | [ 14 ]       |
| Manuel de la Cruz Mendez   | Tháng 9, 1846      | 1847               | [ 15 ]       |
| José Maria Linares         | 6 tháng 8, 1848    | 13 tháng 10, 1848  | [ 3 ] [ 16 ] |
| Manuel Laguna              | 1849               | Tháng 8, 1850 – ?  | [ 17 ]       |
| Martín Cardon              | ? – Tháng 8, 1850  | Tháng 8, 1850 – ?  | [ 3 ] [ 18 ] |
| Juan Crisóstomo Unzueta    | 1850               | 1850 – ?           |              |
| Miguel María de Aguirre    | 1855               | 1855               | [ 8 ]        |
| Pantaleón Dalence          | ? – 1857           | 1857 – ?           |              |

## Sau năm 1878
| Tên                         | Nhận nhiệm sở      | Rời nhiệm sở       | Chú thích                   |
| --------------------------- | ------------------ | ------------------ | --------------------------- |
| Aniceto Arce                | Tháng 5, 1880      | Tháng 3, 1881      | [ 19 ]                      |
| Mariano Baptista            | ? – Tháng 7, 1881  | 1883               | [ 20 ] [ 21 ]               |
| Demetrio Calvimonte         | 1883               | 1883               | [ 22 ]                      |
| Aniceto Arce                | ? – Tháng 8, 1883  | Tháng 9, 1884      | [ 7 ] [ 22 ] [ 23 ] [ 24 ]  |
| Mariano Baptista            | Tháng 9, 1884      | Tháng 8, 1888      | [ 7 ] [ 19 ] [ 22 ]         |
| José Manuel del Carpio      | Tháng 8, 1888      | Tháng 8, 1892      | [ 19 ] [ 22 ]               |
| Severo Fernández            | Tháng 8, 1892      | Tháng 8, 1896      | [ 19 ] [ 22 ]               |
| Rafael Peña de Flores       | Tháng 8, 1896      | Tháng 4, 1899      | [ 19 ] [ 22 ]               |
| Lucio Pérez Velasco         | Tháng 8, 1900      | Tháng 1, 1903      | [ 19 ] [ 22 ] [ 25 ] [ 26 ] |
| Pastor Sainz Cossío         | 1903               | 1903               | [ 22 ]                      |
| Federico Diez de Medina     | 1903               | 1903               | [ 22 ]                      |
| Aníbal CTháng 4,es Cabrera  | ? – Tháng 8, 1903  | Tháng 8, 1904      | [ 22 ]                      |
| Eliodoro Villazón           | Tháng 8, 1904      | Tháng 8, 1909      | [ 19 ] [ 22 ]               |
| Macario Pinilla Vargas      | Tháng 8, 1909      | Tháng 8, 1913      | [ 19 ] [ 22 ]               |
| Juan Misael Saracho         | Tháng 8, 1913      | Tháng 10, 1915     | [ 19 ] [ 22 ]               |
| Benedicto Goytia            | Tháng 10, 1915     | Tháng 8, 1917      | [ 22 ] [ 27 ]               |
| Ismael Vázquez Virreira     | Tháng 8, 1917      | Tháng 7, 1920      | [ 19 ] [ 22 ] [ 28 ]        |
| Severo Fernández            | Tháng 11, 1921     | Tháng 2, 1922 - ?  | [ 29 ]                      |
| José Quintín Mendoza        | ? – Tháng 3, 1922  | Tháng 2, 1925 – ?  | [ 22 ] [ 30 ]               |
| Felipe S. Guzmán            | ? – Tháng 9, 1925  | Tháng 10, 1925 – ? | [ 31 ]                      |
| Adolfo Mier                 | ? – Tháng 10, 1925 | Tháng 11, 1925 – ? | [ 22 ] [ 32 ]               |
| José Paravicini             | ? – Tháng 11, 1925 | Tháng 1, 1926      | [ 33 ]                      |
| Abdón Saavedra              | Tháng 1, 1926      | Tháng 5, 1930      | [ 19 ]                      |
| José Luis Tejada Sorzano    | Tháng 3, 1931      | Tháng 11, 1934     |                             |
| Zenón C. Orías              | Tháng 3, 1935      | Tháng 8, 1935 – ?  | [ 34 ] [ 35 ]               |
| Gabriel Palenque            | ? – Tháng 2, 1936  | Tháng 5, 1936      | [ 36 ]                      |
| Enrique Baldivieso          | Tháng 5, 1938      | Tháng 4, 1939      | [ 26 ]                      |
| A. Saavedra Novales         | Tháng 4, 1940      | Tháng 4, 1940 – ?  | [ 37 ]                      |
| Arturo Galindo              | ? – Tháng 10, 1940 | Tháng 11, 1941     | [ 38 ] [ 39 ]               |
| Waldo Belmonte Pool         | Tháng 11, 1941     | Tháng 8, 1943      | [ 19 ] [ 26 ] [ 40 ]        |
| Luis Calvo                  | Tháng 8, 1943      | Tháng 8, 1943      | [ 41 ]                      |
| Manuel Carrasco Jiménez     | Tháng 8, 1943      | Tháng 12, 1943     | [ 42 ]                      |
| Mamerto Urriolagoitía       | Tháng 3, 1947      | Tháng 10, 1949     | [ 43 ]                      |
| Waldo Belmonte Pool         | Tháng 10, 1949     | Tháng 9, 1950 - ?  | [ 44 ]                      |
| Juan Manuel Balcázar        | ? – Tháng 10, 1950 | Tháng 11, 1950     | [ 45 ]                      |
| Ñuflo Chávez Ortiz          | Tháng 8, 1956      | Tháng 6, 1957      |                             |
| Juan Lechín                 | Tháng 6, 1957      | Tháng 8, 1957      |                             |
| Federico Alvarez Plata      | Tháng 8, 1957      | Tháng 9, 1959      | [ 46 ] [ 47 ] [ 48 ] [ 49 ] |
| Rubén Julio Castro          | Tháng 9, 1959      | Tháng 8, 1961      | [ 50 ] [ 51 ]               |
| Alberto Lavadenz Ribera     | Tháng 8, 1961      | Tháng 11, 1961     |                             |
| Federico Fortún Sanjines    | Tháng 11, 1961     | Tháng 11, 1962     | [ 52 ] [ 53 ]               |
| Mario Tórres Calleja        | Tháng 11, 1962     | Tháng 12, 1962 – ? | [ 53 ]                      |
| Federico Fortún Sanjines    | Tháng 8, 1963      | Tháng 10, 1963     |                             |
| José Hugo Vilar             | Tháng 10, 1963     | Tháng 1, 1964 – ?  | [ 54 ]                      |
| Rubén Julio Castro          | Tháng 5, 1964      | Tháng 11, 1964     | [ 50 ]                      |
| Ricardo Anaya Arze          | Tháng 8, 1966      | Tháng 8, 1967      |                             |
| Hugo Bozo Alcócer           | Tháng 8, 1967      | Tháng 8, 1968      |                             |
| Manfredo Kempff Mercado     | Tháng 8, 1968      | Tháng 8, 1969      |                             |
| Julio Campero Trigo         | Tháng 8, 1969      | Tháng 9, 1969      |                             |
| Wálter Guevara Arze         | Tháng 8, 1979      | Tháng 8, 1979      |                             |
| Leónidas Sánchez Arana      | Tháng 8, 1979      | Tháng 12, 1979     |                             |
| Wálter Guevara Arze         | Tháng 12, 1979     | Tháng 7, 1980      | [ 55 ]                      |
| Julio Garrett Ayllón        | Tháng 10, 1982     | Tháng 8, 1985      | [ 56 ] [ 57 ] [ 58 ]        |
| Gonzalo Sanchez de Losada   | Tháng 8, 1985      | Tháng 8, 1986      |                             |
| Óscar Zamora Medinaceli     | Tháng 8, 1986      | Tháng 8, 1987      |                             |
| Ciro Humboldt Barrero       | Tháng 8, 1987      | Tháng 8, 1989      | [ 59 ]                      |
| Gonzalo Valda Cárdenas      | Tháng 8, 1989      | Tháng 8, 1991      | [ 60 ] [ 61 ]               |
| Guillermo Fortún Suárez     | Tháng 8, 1991      | Tháng 8, 1993      | [ 62 ] [ 63 ]               |
| Juan Carlos Durán Saucedo   | Tháng 8, 1993      | Tháng 8, 1996      | [ 64 ] [ 65 ]               |
| Raúl Lema Patiño            | Tháng 8, 1996      | Tháng 8, 1997      | [ 66 ]                      |
| Wálter Guiteras Denis       | Tháng 8, 1997      | Tháng 8, 1999      | [ 67 ] [ 68 ]               |
| Leopoldo Fernández Ferreira | Tháng 8, 1999      | Tháng 8, 2001      | [ 69 ]                      |
| Enrique Toro Tejada         | Tháng 8, 2001      | Tháng 8, 2002      |                             |
| Mirtha Quevedo Acalinovic   | Tháng 8, 2002      | Tháng 8, 2003      |                             |
| Hormando Vaca Diez          | Tháng 8, 2003      | Tháng 8, 2005      | [ 70 ]                      |
| Sandro Giordano             | Tháng 8, 2005      | Tháng 1, 2006      | [ 70 ]                      |
| Santos Ramírez Valverde     | Tháng 1, 2006      | Tháng 8, 2006      |                             |
| José Villavicencio Amaruz   | Tháng 8, 2006      | Tháng 1, 2008      |                             |
| Óscar Ortiz Antelo          | Tháng 1, 2008      | Tháng 1, 2010      |                             |
| Ana Maria Romero de Campero | Tháng 1, 2010      | Tháng 10, 2010     |                             |
| René Martínez Callahuanca   | Tháng 10, 2010     | Tháng 1, 2012      |                             |
| Gabriela Montaño            | Tháng 1, 2012      | Tháng 1, 2014      |                             |
| Eugenio Rojas Apaza         | Tháng 1, 2014      | Tháng 1, 2015      |                             |
| José Alberto Gonzáles       | Tháng 1, 2015      | Tháng 8, 2018      |                             |
| Milton Barón Hidalgo        | Tháng 8, 2018      | Tháng 1, 2019      |                             |
| Adriana Salvatierra         | 18 tháng 1, 2019   | 10 tháng 11, 2019  |                             |
| Mónica Eva Copa             | 14 tháng 11, 2019  | 3 tháng 11, 2020   |                             |
| Andrónico Rodríguez         | 3 tháng 11, 2020   |                    |                             |